# هيلمار كراغ
هيلمار كراغ (بالنرويجية البوكمول: Hjalmar Krag)‏ هو شخصية أعمال نرويجي، ولد في 2 يوليو 1867 في فستره آكر في النرويج، وتوفي في 25 أبريل 1954.

## روابط خارجية
- هيلمار كراغ على موقع أوليمبيديا (الإنجليزية)